# فلينة (حفاش)

تعديل مصدري - تعديل

فلينة هي إحدى قرى عزلة الملاحنة بمديرية حفاش التابعة لمحافظة المحويت، بلغ تعداد سكانها 555 نسمة حسب تعداد اليمن لعام 2004.